# Pavlinović
Pavlinović, hrvatsko prezime većim dijelom iz okolice Makarske. Danas u Hrvatskoj živi oko 400 nositelja ovog prezimena u oko 130 domaćinstava. Najviše ih živi u Makarskoj (100), Splitu (60), Zagrebu (50), Slavonskom Brodu (20) i Rašćanima kraj Vrgorca (20).
Razmjerno najviše Pavlinovića u proteklih sto godina rođeno je u Rašćanima kraj Vrgorca i Rašćanima Gornjim kraj Imotskog.

## Povijest
Kolijevka roda Pavlinovića nalazi se u Rašćanima. U izvorima se spominje Ivan Pavlinović († 1777.) koji se za vrijeme Kandijskog rata 17. stoljeću, sklonio u Podgoru, gdje je i ostao živjeti. On je rodonačelnik podgorskih Pavlinovića. Godine 1661. kao svjedok naveden je knez Ivan Pavlinović iz Vrdola. Za njegove potomke je još 1706. u župskim matičnim knjigama zabilježeno da su podrijetlom iz Vrdola. Kod diobe zemalja u Runoviću 1725. godine, Mate Pavlinović sa 7 čeljadi dobio je dio baštine. U Stanju duša župe Župa 1744. u čijem su sastavu bili tada i Pavlinovići, zapisano je šest obitelji: Ivan Pavlinović s 8 čeljadi, Grgo sa 7 čeljadi, Mate s 20 čeljadi, Pavao s 5 čeljadi, Mijo s dvoje čeljadi i Ivan sa 6 čeljadi. Godine 1850. u Rašćanima je živjela 21 obitelj.
Prilikom popisa pučanstva 1948. nalazili su se u Hrvatskoj na 9 mjesta, i to: Makarska 7(5), Podgora 36(7), Rašćane 144(30), Sisak 5(1), Slavonski Brod 1(1), Split 10(2), Zagreb 14(5),3(-), Župa 1(1), Županja 1(-). Ukupno je popisano 222 osobe i 52 obitelji.

### Pavlinovići u Rašćanima
Godine 1599. sagrađena je crkva sv. Mihovila Arkanđela u Vrdolu Donjem, današnjoj župi Rašćane. Prvi spomen obitelji Pavlinović nalazi se u Stanju duša iz 1744. gdje je upisano šest obitelji na čelu s Ivanom, Jurjem, Matom, Pavlom, Mihovilom i Ivanom Pavlinovićem. U Stanju duša iz 1806. godine spominje se osam obitelji Pavlinovića:
1. (29.) U kući Marka Pavlinovića duša
- P.K. Marko starešina u kući svojoj od godina 68
- P.K. Ružica žena Markova od godina 56
- P.K. Nikola sin njio od godina 32
- P.K. Matija žena njegova od godina 21
- P.K. Ivan sin njiov od godina 19
- P. Antica ćer njiova od godina 14
- + Križan sin njov od godina 8
- + Mande ćer njova od godina 6

2. (30.) U kući Ive žene p. Mate duša
- P. Ive starešica u kući od godina 45
- + Jele ćer njezina od godina 15
- + Anton sin njezin od godina 11
- + Petar sin njezin od godina 8
- + Grigo sin njezin od godina 5

3. (31.) U kući Mate Pavlinovića duša
- P.K. Mate starešina u kući od godina 61
- P.K. Lucija žena Matina od godina 54
- P.K. Bože sin njiov od godina 18
- + Ivan sin njiov od godina 14
- + Ive ćer njova od godina 11
- + Ružica ćer njiova od godina 8
- + Paško sin njiov od godina 4

4. (32.) U kući Luke Pavlinovića duša brojem
- P.K. Luka starešina u kući svojoj od godina 67
- P.K. Stipan sin njegov od godina 41
- P.K. Andrijana žena Stipanova od godina 32
- P.K. Tomica žena p. Antona sinovca Lukina od godina 45
- + Ivan sin Tomičin od godina 14
- + Pava sin Tomičin od godi a 12
- + Mare ćer p. Antona ćer Tomičina od godina 8
- P.K. Udovica žena p. Petra... od godina 85

5. (33.) U kući Šimuna Pavlinovića sina p. Martina duša
- P.K. Šimun starešina u kući svojoj od godina 61
- P.K. Matia žena Šimunova od godina 52
- + Pere ćer njiova od godina 11
- + Ante sin njiov od godina 5
- + Martin sin njiov od godina 3
- P.K. Ivanica žena p. Mije, strina Šimunova od godina 56
- + Matia ćer Ivaničina od godina 16

6. (34.) U kući Mande žene p. Mije Pavlinovića duša brojem
- P.K. Mande starešica u kući svojoj od godina 94
- P.K. Ive žena p. Joze sinovca Mijina od godina 51
- + Bože sin njezin od godina 15
- + Mijo sin njezin od godina 11
- + Marta ćer njezina od godina 8
- + Cvita ćer njezina od godina g
- P.K. Celija žena p. Mate sinovca Mijina od godina 41
- + Petar sin njezin od godina 8

7. (35.) U kući Dujma Pavlinovića duša
- P.K. Dujam starešina u kući svojoj od godina 61
- P.K. Marta žena Dujmova od godina 56

8. (65.) U kući Mande Pavlinovića žene p. Grige duša
- P.K. Mande starešica u kući od godina 76
- P.K. Mare nevista, udovica, Mandina (?) od godina 37
- + Ivan sin Marin od godina 11
- + Marta ćer Marin od godina 8

Starije matične knjige nisu sačuvane, dok su one iz 19. stoljeća uništene za vrijeme Drugog svjetskog rata, a nepotpune parice čuvaju se u Nadbiskupskom arhivu u Splitu.

## Poznati Pavlinovići
- Mihovil Pavlinović (1831. – 1887.), svećenik, političar i književnik